# Orbiliomycetes
Orbiliomycetes O.E. Erikss. & Baral – klasa workowców (Ascomycota).

## Charakterystyka
Teleomorfa
Apotecja o kształcie od okrągłego do falistego, talerzykowate, płaskie lub wypukłe, siedzące, czasami osadzone na trzonkach, które zazwyczaj są krótsze od ich średnicy, rzadko tej samej długości lub nieco dłuższe. Wyrastają na powierzchni podłoża, są miękkie, czasami średnio galaretowate, szkliste lub jasnej barwy, rzadko ciemne, o powierzchni gładkiej, często sklejają się w struktury przypominające zęby. Worki w przybliżeniu cylindryczne o wierzchołkach półkulistych, stożkowych lub w kształcie siodła, cienko- lub grubościenne, zawsze bez pierścieniowej struktury na wierzchołku. W jednym worku powstaje 8–128 askospor (u około 34% gatunków Orbiliomycetes powstają worki o liczbie zarodników od 16-do 128). Duże zarodniki i/lub worki o dużej liczbie zarodników występują wyłącznie u gatunków tolerujących wysychanie (z wyjątkiem Bryorbilia, która ma dość duże zarodniki w workach 8-zarodnikowych). Jeśli są zarodniki są heteropolarne (niesymetryczne, o różnie zbudowanych końcach), zwykle niektóre z nich są odwrotnie zorientowane. Dojrzałe zarodniki zazwyczaj sklejają się ze sobą i opuszczają worek w zwartym pakiecie. Worki wyrastają z pastorałek lub z prostych przegród. Askospory szkliste na wszystkich etapach rozwoju, w stanie dojrzałym prawie zawsze bez przegród, ale czasami mają przegrodę podczas kiełkowania, są cienkościenne, gładkie, zawsze bez osłonek lub wyrostków. Parafizy septowane, o wierzchołkach napęczniałych lub nie, rozgałęzione. Ekscypulum ostro lub ściśle podzielone na zwartą warstwę zewnętrzną, składająca się z komórek kątowych lub pryzmatycznych oraz gęstą lub luźną warstwę rdzeniową, złożoną zazwyczaj z pomieszanych, smukłych strzępek i napęczniałych komórek. Komórki kory na krawędziach i bokach czasami zakończone są krótkimi lub bardzo długimi, solidnymi, szklistymi wyrostkami lub włosami z przegrodami. Komórki parafiz i wypustek często zawierają kulistą lub wydłużoną wakuolę, kuliste lub krystaloidalne ciałka cytoplazmatyczne, lub kuliste ciała lipidowe, dwa pierwsze widoczne tylko w stanie żywym, ten ostatni często zawiera karotenoidy. Zwykle zewnętrzna część apotecjum pokryta jest ziarnistą lub grudkowatą warstwą, szklistą do żółtawej (rzadko o ciemniejszej barwie).
Anamorfa
Grzybnia szklista, septowana, gładka, rośnie bardzo wolno lub średnio szybko. Konidiofory szkliste, cienkościenne, gładkie, nierozgałęzione lub rozgałęzione, czasami jednokomórkowe lub zredukowane, rzadko tworzące synnemę, z konidiogenezą holoblastyczną, nigdy nie zachodzącą w obrębie perydium. Komórki konidiotwórcze monoblastyczne lub sympodialne. Konidia szkliste, gładkie, cienkościenne, albo nierozgałęzione (amero-, didymo-, fragmo- lub skolekokonidia), proste lub zakrzywione (faliste lub kajakowate, rzadko półksiężycowate), czasem z wypukłościami, lub różnie rozgałęzione (staurokonidia), z ramionami prostymi lub zakrzywionymi, dwu- lub trójwymiarowe, o zawartości lipidów od niskiej do czasami wysokiej. Niektóre gatunki mają samoprzylepne wyrostki służące do chwytania wrotków Lecophagus, lub różne inne przystosowania do łapania nicieni (guzki samoprzylepne, kolumny lub sieci, pierścienie zwężające i nie zwężające się). Gatunki te występują w rodzajach Arthrobotrys, Dactylellina, Gamsylella, Drechslerella.
Wierzchołkowa i boczna ściana worków w odczynniku Melzera jest nieamyloidalna, zarówno po działaniu KOH, jak i bez niego, rzadko słabo pogrubiona wewnętrzna ściana na wierzchołkach worków bywa dekstrynoidalna.
Tryb życia
W 2020 r. znane było około 470 gatunków zaliczanych do Orbiliomycetes. Większość gatunków to grzyby saprotroficzne występujące na różnych podłożach roślinnych i grzybowych, niektóre są grzybami mięsożernymi odżywiającymi się wrotkami i nicieniami (grzyby nematopatogeniczne).

## Systematyka
Według aktualizowanej klasyfikacji Index Fungorum bazującej na Dictionary of the Fungi do klasy Orbilomycetes należy jeden rząd z jedną rodziną oraz rodzaje incertae sedis<:
- podklasa Orbiliomycetidae P.M. Kirk, P.F. Cannon, Minter & Stalpers 2008
  - rząd: Orbiliales Baral, O.E. Erikss., G. Marson & E. Weber 2003
    - rodzina Orbiliaceae Nannf. 1932

  - rząd incertae sedis
    - rodzaje incertae sedis: Bryorbilia Baral & E. Rubio 2020, Microdochiella M. Hern.-Restr. & Crous 2015, Pseudophloeospora Crous & R.G. Shivas 2010[3].